# Acrusminus
Acrusminus fue un obispo visigodo de la ciudad de Begastri, antigua ciudad episcopal situada en el Cabezo Roenas (Cehegín, Región de Murcia), de finales del siglo VI. Se trata de un pequeño cabezo de planta ovalada cuya cima amesetada se encuentra cercada por una sólida muralla de sillares, torreada y en la que se conocen hasta ahora dos de sus puertas. Algunos de los hallazgos más interesantes realizados en este yacimiento, así como en su entorno, pueden contemplarse en el Museo Arqueológico de Cehegín.
Este obispo (uno de los más importantes junto a Vitalis) asistió a los concilios de Toledo,(dieciocho concilios celebrados en Toledo entre el año 397 y el 702, y salvo el primero, acaecieron durante la dominación visigoda de la península ibérica). En el tercer año de su pontificado consagró una basílica de su sede episcopal en honor de San Vicente (un clérigo español, diácono de san Valero de Zaragoza. Fue capturado y torturado bajo Diocleciano, por lo que la Iglesia lo venera como mártir).
- Datos: Q8187716